# Heterozyga alseis
Heterozyga alseis är en fjärilsart som beskrevs av Edward Meyrick 1906. Heterozyga alseis ingår i släktet Heterozyga och familjen praktmalar, Oecophoridae. Inga underarter finns listade i Catalogue of Life.